# Listen Lester

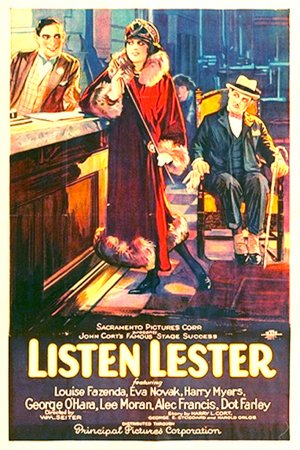
Pòster de la pel·lícula

Listen Lester és una pel·lícula muda dirigida per William A. Seiter i interpretada per Louise Fazenda, Harry Myers i Alec B. Francis entre d'altres. Fou estrenada el 20 de maig de 1924. Està basada en la comèdia musical homònima de Harry Linsley Cort, G. E. Stoddard i Harold Orlog estrenada a Broadway el 23 de desembre de 1918. Durant el rodatge, Dot Farley va patir un accident amb cremades.

## Argument
El coronel Dodge, que es vidu, no es vol complicar la vida casant-se de nou però Arbutus Quilty, una antiga enamorada, el vol demandar per trencament de promesa. Per això decideix anar a passar unes vacances a Florida amb la seva filla Mary.
Contracta, però, una detectiva, Miss Pink, per tal que intenti recuperar les cartes d'amor que ell havia enviat a la senyoreta Quilty i que poden servir com a prova en el judici. La senyoreta Quilty però els ha seguit a Florida. Listen Lester, un detectiu de l'hotel es veu involucrat en el pla per recuperar les cartes. Després de tota una sèrie de malentesos i complicacions, el coronel Dodge s'adona que el millor per a ell es casar-se amb la senyoreta Quilty i Mary es casa amb Lester.

## Repartiment
- Louise Fazenda (Arbutus Quilty)
- Harry Myers (Listen Lester)
- Eva Novak (Mary Dodge)
- Alec B. Francis (Colonel Dodge)
- George O'Hara (Jack Griffin)
- Lee Moran (William Penn)
- Dot Farley (Miss Pink)